# Manoel Moraes
Manoel Moraes (Rio Branco),  é um político brasileiro, filiado ao PP. Nas eleições de 2022, foi eleito deputado estadual pelo AC.